# Pterocactus neuquensis
Pterocactus neuquensis ist eine Pflanzenart der Gattung Pterocactus aus der Familie der Kakteengewächse (Cactaceae). Das Artepitheton neuquensis wurde im Bezug zum Verbreitungsgebiet der Art gewählt.

## Beschreibung
Pterocactus neuquensis bildet eine sehr große, rübenförmige Wurzel aus. Oberirdisch, aber auch unterirdisch wachsen längliche Sprosse und es entstehen so kleinere Gruppen. Die Sprosse sind zapfen- bis birnenförmig, selten auch rundlich und oben flacher. Sie werden etwa 2,5 bis 6 Zentimeter lang und 1,5 bis 4 Zentimeter dick. Die Epidermis ist bräunlich, beige, grünlich grau und manchmal mit einem violetten Schimmer versehen. Es werden flach abgerundete Höcker ausgebildet, welche zur Triebspitze kleiner werden und oft auch fehlen. An den etwa 2 Millimeter großen, runden Areolen sind 3 bis 7 winzige Dornen vorhanden. Diese sind bis 2 Millimeter lang und bräunlich gefärbt mit hellerer Spitze.
Die bis 4 Zentimeter großen Blüten sind in den Scheitel vertieft und erscheinen sehr oft seitenständig. Sie sind purpurrot bis bräunlich rot, manchmal auch kupferfarben gefärbt. Die Staubfäden sind rot, die Staubbeutel leuchtend gelb und der Stempel hellrosafarben. Am Stempel werden etwa 7 purpurrote Narbenlappen ausgebildet, welche die deutlich über den Staubbeuteln stehen.
Der scheibenförmige Samen ist von einem Arillus umgeben und erreicht einen Durchmesser von 6 bis 7 Millimeter.

## Verbreitung, Systematik und Gefährdung
Pterocactus neuquensis ist in Argentinien nur in der Provinz Neuquén, in der Gegend um Zapala in Höhenlagen von 900 bis 1300 Metern verbreitet.
Die Erstbeschreibung der Art erfolgte 2016 durch Roberto Kiesling, Elisabeth Sarnes und Norbert Sarnes. Bereits mit der Erstbeschreibung von Pterocactus araucanus 1964 wurden Pflanzen aus der Umgebung von Zapala als Beleg angegeben. Diese unterscheiden sich aber von Pterocactus araucanus durch die meist seitenständigen Blüten, im Gegensatz zu den endständigen Blüten bei Pterocactus araucanus.

## Nachweise